# Calvitimela armeniaca
Calvitimela armeniaca är en lavart som först beskrevs av Augustin Pyrame de Candolle, och fick sitt nu gällande namn av Hafellner. Calvitimela armeniaca ingår i släktet Calvitimela och familjen Lecanoraceae.  Arten är reproducerande i Sverige. Inga underarter finns listade i Catalogue of Life.